# 斑頭樹鬚鯰
斑頭樹鬚鯰，為輻鰭魚綱鯰形目毛鼻鯰科的其中一種，為熱帶淡水魚，分布於南美洲阿根廷淡水流域，棲息在底層水域。